# Jaume Serra
Jaume Serra (... – dopo il 1405) è stato un pittore spagnolo, attivo in Aragona e Catalogna tra il 1356 e il 1390.
Nato in una famiglia di artisti, anche i fratelli Pere, Francesc e Joan furono pittori d'epoca gotica influenzati dalla scuola senese. I fratelli Serra si caratterizzarono per la pittura di figure minute, stilizzate con occhi a mandorla e bocca piccola.
Jaume collaborò con i fratelli alla realizzazione della pala d'altare del monastero di Sigena (Huesca), oggi custodita presso il Museo nazionale d'arte della Catalogna a Barcellona.
Presso la Galleria Regionale del Palazzo Abatellis di Palermo è custodita una sua opera, L'Ultima Cena,  dipinto a tempera su tavola che costituiva parte della predella di una pala d'altare perduta, nella quale l'episodio dell'Ultima Cena rappresentava solitamente lo scomparto centrale.